# Tra il male e Dio
Tra il male e Dio è un singolo del cantautore italiano Pierdavide Carone, tratto dall'album Nanì e altri racconti prodotto da Lucio Dalla e pubblicato il 18 maggio 2012 dalla Sony Music.

## Il brano
Il brano è stato scritto e musicato dallo stesso Carone e si tratta dell'ottavo singolo del cantautore, il terzo estratto dall'album Nanì e altri racconti
Pierdavide Carone ha dichiarato di aver scritto questo brano all'età di diciassette anni a seguito di una lettura su un giornale, ma, ritenendola una canzone troppo adolescenziale, non l'ha mai incisa. Tuttavia, incoraggiato da Lucio Dalla, Carone ha deciso di inserire il pezzo nel suo terzo album: Nanì e altri racconti
Il brano descrive una coppia di innamorati prossimi a lasciarsi.
Del brano è stato pubblicato anche il videoclip ufficiale, simile a quello realizzato per il singolo precedente, Basta così.
La canzone, quando ancora non era stata pubblicata come singolo ufficiale, è stata eseguita durante la fase serale dell'undicesima edizione della trasmissione televisiva Amici di Maria De Filippi alla quale Carone ha preso parte nella categoria big.

## Tracce
Testi e musiche di Pierdavide Carone.
1. Tra il male e Dio – 3:20

## Classifiche
| Classifica (2012) | Posizione massima |
| ----------------- | ----------------- |
| Italia            | 88                |